# Erik Boel
Erik Boel (født 25. september 1953 i Madrid, Spanien) er en dansk politolog og tidligere højskoleforstander, der mellem 1995 og 2001 har været næstformand i Den Danske Europabevægelse og siden da blev landsformand efter tidligere direktør for TV2 Jørgen Schleimann. Derudover har han været forstander på Krogerup Højskole fra 2005 til 2008, hvor han blev fritsat i forbindelse med potentielle krænkelser af en daværende elev, hvorefter han overtog pladsen på Europahøjskolen på Kalø indtil december 2009.
I 1981 blev han cand.scient.pol. fra Aarhus Universitet og allerede samme år, han blev færdig, kom han ind i Udenrigsministeriet, først som sekretær siden som fuldmægtig. Senere blev det til 3 år som 1. ambassadesekretær i Harare i Zimbabwe (1988-1991). Samtidig underviste han som ekstern lektor på Økonomisk Institut på Københavns Universitet og var lærer på Folkeuniversitetet i København. Fra hjemkomsten til Udenrigsministeriet i Danmark i begyndelsen af 1991 gik der knapt 2 år til han søgte tjenestefrihed for at blive Socialdemokratiets internationale sekretær fra 1992 til 2002.
Erik Boel har også været udsendt af Udenrigsministeriet til Tyrkiet for at undervise tyrkiske embedsmænd i EU-spørgsmål. Som ekspert og politiker kommenterer han ofte på international politik i såvel den skrevne som den elektroniske presse.
Den 21. januar 2010 blev Erik Boel anholdt i Iran og efter 24 timer udvist af landet. Erik Boels besøg i Iran havde til formål at danne sig et indtryk af den politiske situation i landet. Han har ud over sin aktive politiske karriere været chefrådgiver ved DIIS og har bl.a. skrevet en række bøger.
Erik Boel underviser pr. medio 2010 som lektor på Sct. Knuds Gymnasium i samfundsfag.

## Udgivelser
- Danmarks u-landshjælp, Politica 1986.
- Socialdemokratiets atomvåbenpolitik 1945-88, Akademisk Forlag, 1988.
- Det ny FN, debatoplæg om FN's fremtid, udgivet af AIF i 1994.
- Udfordringen. Socialdemokratisk debat om Danmarks Europapolitik, redaktør og skribent, Forlaget Fremad og AIF, 1995.
- Den demokratiske udfordring. Socialdemokratisk debat. Forlaget Fremad, 1995.
- Fællesskab eller opløsning – EU's u-landsbistand, Forlaget Fremad, 1998.
- Amsterdam-traktaten, Ja eller Nej. Samarbejdet om retlige og indre anliggender. Vindrose 1998.
- Socialdemokratiets EU-politik: fra skepsis til engagement. Økonomi og Politik nr. 2/2001.
- EU- og u-landene: behov for reformer. Efter Lomé: EU og Cotonou-aftalen, Fremad 2001.
- Den europæiske nødvendighed, Djøf Forlag 2002, redaktør og skribent.
- Arabisk demokrati, Udenrigs nr. 3/2005.
- Tag til Sarajevo!, Udenrigs nr. 1/2004.
- Tyrkiet på vej gennem EU’s nåleøje, Gyldendal 2005, sammen med Jesper Møller Sørensen
- Medredaktør på antologien "Europa i alle palettens farver" sammen med Simon Emil Ammitzbøll i 2007.
- Lissabon-traktaten, Udenrigs nr. 4/2007 (udkom i februar 2008).
- Kandidatlandene: Kroatien, Makedonien og Tyrkiet, kapitel i bogen ”EU og naboerne, udgivet af Tænketanken JA til Europa 2009.
- EU og udvikling i bogen om EU’s udviklingspolitik, udgivet af Tænketanken JA til Europa 2009.